# Stay Frosty
Stay Frosty (с англ. — «Держись») — пятьдесят седьмой в общем и третий с альбома A Different Kind of Truth сингл хард-рок группы Van Halen, выпущенный в 2012 году на лейбле Interscope Records.

## О сингле
Это последний сингл Van Halen на сегодняшний день.
Никаких художественных работ в связи с синглом не выпускалось.

## Список композиций
| №  | Название      | Длительность |
| -- | ------------- | ------------ |
| 1. | «Stay Frosty» | 4:07         |

## Участники записи
- Алекс Ван Хален — ударные, перкуссия
- Эдвард Ван Хален — электрогитара, бэк-вокал
- Вольфганг Ван Хален — бас-гитара, бэк-вокал
- Дэвид Ли Рот — вокал